# 長森雅人
長森 雅人（ながもり まさと、1963年4月15日 - ）は、日本の俳優・声優。本名同じ。神奈川県横須賀市出身。身長185cm、体重78kg。血液型B型。慶應義塾大学経済学部卒業。
仲代達矢主宰の無名塾第10期生（1986年入塾）。所属事務所はテアトル・ド・ポッシュ→株式会社仕事→キャラバルーンジャパン→キャンパスシネマ。
特技は英会話、殺陣、スキューバダイビング。趣味は乗馬、旅行、美酒美食。

## 主な出演作品

### 映画
- 戦場にかける橋2/クワイ河からの生還（1989年、イギリス映画）
- BEST GUY（1990年） - 名高輝司一尉 役
- 大誘拐 RAINBOW KIDS（1991年）
- ガメラ2 レギオン襲来（1996年） - 小隊長 役
- 助太刀屋助六（2001年）
- 突入せよ! あさま山荘事件（2002年）- 片山第二機動隊副隊長 役
- 陽はまた昇る（2002年）
- ゆずり葉の頃（2014年）
- セシウムと少女（2015年） - らーさん（雷神） 役

### テレビドラマ
NHK
大河ドラマ
- 琉球の風（1993年前期） - 中原松之助 役
- 花の乱（1994年） - 伊勢貞宗 役
- 天地人（2009年） - 井伊直政 役
- 八重の桜（2013年）
- 軍師官兵衛（2014年） - 浅野長吉 役

土曜ドラマ
- 照柿（1995年）
- トップセールス（2008年、第7話）

金曜時代劇
- 慶次郎縁側日記（2004年、第1・2話） - 島中賢吾 役

NHK正月時代劇
- またも辞めたか亭主殿〜幕末の名奉行・小栗上野介〜（2003年1月3日） - 大鳥圭介 役
- 陽炎の辻スペシャル〜居眠り磐音 江戸双紙〜「海の母」（2010年1月1日） - 設楽貞兼 役

フジテレビ系
- 飢餓海峡（1988年）
- 十三人の刺客（1990年）
- 愛と疑惑のサスペンス「夢の帰る場所」（1994年2月21日、関西テレビ）
- 29歳のクリスマス（1994年） - 上野係長 役
- 松本清張スペシャル・霧の旗（1997年）
- 剣客商売
  - 第1シリーズ 第7話「箱根細工」（1998年） - 横川彦蔵 役
  - 第4シリーズ 第11話「待ち伏せ」（2003年） - 近藤周蔵 役
- 御家人斬九郎（1999年、第4シリーズ・第3話） - 笹川繁蔵 役
- はるちゃん3（1999年、東海テレビ）

TBS系
- スチュワーデスの恋人（1994年、第2話）
- HOTEL 第4シリーズ 第8話「ハンバーガー事件」（1995年） - 江崎隆一 役

- 金融腐蝕列島 再生（BS-i、2005年11月27日）

日本テレビ系
- 俺たちに気をつけろ。（1996年、読売テレビ） - 柴田 役
- 火曜サスペンス劇場「四国八十八か所逃亡巡礼」（2004年8月17日）

テレビ朝日系
- ネオドラマ「グッバイビジネス」（1992年）
- はぐれ刑事純情派第15シリーズ最終回スペシャル（2002年10月2日）
- 土曜ワイド劇場
  - 「盗まれた情事」（1995年7月1日）
  - 「モラルリスク調査員・10分間で死ぬ!」（2005年9月3日）

テレビ東京系
- ハッピー 愛と感動の物語（1999年、第1シリーズ・第8話）
- 女と愛とミステリー「長崎で消えた女」（2002年4月14日）

### その他のテレビ番組
- 関ヶ原合戦400年記念番組『1600年関ヶ原』（2000年12月30日、テレビ東京系）
- 『ザ・決断!　あの一瞬!』戦後60年特別企画「聖断」〜昭和天皇、終戦への軌跡〜（2005年7月18日、テレビ東京系）
- もしも明日…「家族が失業したら」内ドラマ「パパの失業」（2012年3月17日、NHK）

### 吹き替え
- 王女の男[2]
- SHERLOCK2
- デビルクエスト（ウルリク・トムセン）DVD版
- 個人の趣向（リュ・スンニョン）[2]
- 馬医[2]

### 舞台
- プアーマーダラー
- ルパン
- 肝っ玉おっ母と子供たち
- ハムレット
- リチャード三世
- どん底
- ドン・キホーテ
- 家族日記
- いのちぼうにふろう物語（映画『いのちぼうにふろう』の舞台版）
- 長州異聞－白井飯山小伝－ - 伊藤博文 役
- 駆込み訴へ（一人芝居）
- ドライビング・ミス・デイジー
- 無明長夜 異説四谷怪談 - 田宮伊右衛門 役
- 二人のいとこの貴公子

## エピソード
2009年の大河ドラマ『天地人』に井伊直政役で出演した縁で、同年11月3日に井伊氏の地元・滋賀県彦根市で開催された「小江戸彦根の城まつり」パレードに直政役で参加した。